# Nychiodes elburica
Nychiodes elburica là một loài bướm đêm trong họ Geometridae.